# Bleed from Within
I Bleed from Within sono una band melodic death metal/deathcore scozzese, formatasi nel 2005 a Glasgow.

## Storia del gruppo
Il gruppo si forma a Hamilton, nei pressi di Glasgow, nel 2005. I componenti sono cinque: Scott Kennedy, Steven Jones, Ali Richardson, Craig Gowans detto "Goonzi" e Davie Provian. Iniziano a diventare noti suonando accanto a band Job for a Cowboy, The Black Dahlia Murder, I Killed the Prom Queen e Suffocation. Verso la fine dello stesso anno registrano il primo EP autoprodotto In The Eyes of the Forgotten, seguito due anni dopo dal secondo EP Welcome to the Plague Year pubblicati con l'etichetta indipendente Four Aces. Grazie al successo della seconda pubblicazione ottengono la partecipazione ad un tour tra Regno Unito, Paesi Bassi e Belgio. Nel 2008 firmano un contratto con la Rising Records con la quale pubblicano il primo full-length Humanity, uscito il 10 agosto 2009. Di prossima uscita il secondo album sotto l'etichetta Rising Records, Empire, la cui pubblicazione è prevista per il maggio 2010.
Nel 2020 pubblicano l'album fracture. 
Il 12 novembre 2021 esce il loro ultimo singolo intitolato I am damnation.

## Formazione
- Scott Kennedy - voce
- Steven Jones - chitarra
- Craig Gowans "Goonzi" - chitarra solista
- Davie Provian - basso
- Ali Richardson - batteria

## Discografia

### Album in studio
- 2009 – Humanity
- 2010 – Empire
- 2013 – Uprising
- 2018 - Era
- 2020 - Fracture
- 2022- Shrine
- 2025 - Zenith

### EP
- 2006 – In the Eyes of the Forgotten
- 2007 – Welcome to the Plague Year